# Larkspur (schip, 1976)
De Larkspur was een roroschip.

## Geschiedenis
Het schip is gebouwd in een werf in Bremerhaven en verzorgde vanaf 1976 onder de naam Gedser een veerdienst tussen Denemarken en Duitsland. Later werd het vernoemd tot Viking 2 en vanaf het moment dat het schip door Sally Line gebruikt op Het Kanaal tussen Duinkerke en Ramsgate Sally Sky. Het schip werd nog eens gewijzigd van naam, Eurotraveller. Trans Europa Ferries nam het schip over in 1999. Onder de naam Larkspur vulde het de vloot tussen Oostende en Ramsgate aan, wat nodig was vanwege een toenemend aantal reizigers.
In april 2013 vroeg Trans Europa Ferries faillissement aan. Sindsdien lag het schip aan de kade in de haven van Oostende. De bemanning van de Larkspur en van de Gardenia zaten hierdoor dagenlang vast op hun schip zonder nieuws van de rederij. Op 4 maart 2014 verliet de Larkspur als een van de laatst overgebleven ferry's de haven van Oostende.
Het schip voer een geruime tijd als Larks, tussen Igoumenitsa (Griekenland) en Brindisi (Italië) voor rederij Egnatia Seaways.
De ferry lag een tijd opgelegd in de haven van Bijela in Montenegro onder de naam Lucky Star maar werd in 2016 overgebracht naar Turkije voor de sloop.